# Врачевце
Врачевце (мкд. Врачевце) је насеље у Северној Македонији, у крајње северном делу државе. Врачевце је насеље у оквиру општине Старо Нагоричане.

## Географија
Врачевце је смештено у крајње северном делу Северне Македоније. Од најближег града, Куманова, село је удаљено 17 km североисточно.
Село Врачевце се налази у историјској области Средорек, у планинском крају (планина Козјак), на приближно 430 метара надморске висине. Источно од села протиче река Пчиња.
Месна клима је континентална.

## Становништво
Врачевце је према последњем попису из 2002. године имало 22 становника.
Већинско становништво у насељу су етнички Македонци (100%).
Претежна вероисповест месног становништва је православље.